# Дидок, Яков Терентьевич

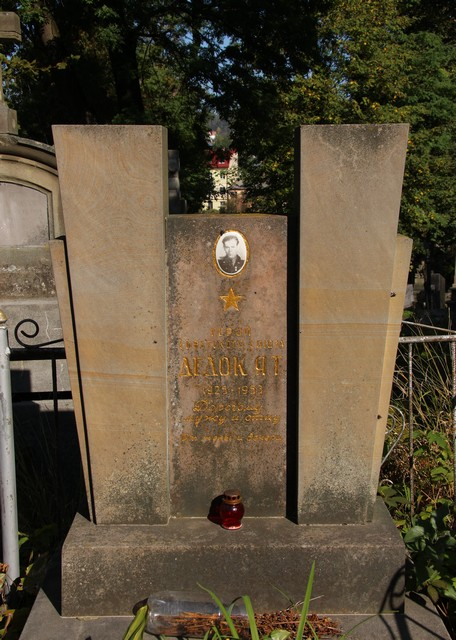

Дидок (Дедок) Яков Терентьевич (5 марта 1925, Пальмировка, Екатеринославская губерния — 5 января 1953, Львов) — командир пулемётного расчёта 286-го гвардейского зенитного артиллерийского полка 6-го гвардейского танкового корпуса 3-й гвардейской танковой армии 1-го Украинского фронта, гвардии рядовой.

## Биография
Родился 5 марта 1925 года в селе Пальмировка Пятихатского района (ныне в Днепропетровской области) в семье крестьянина. Русский. В 1929 году семья переехала в Кадниковский (ныне Вожегодского района Вологодской области).
Окончил неполную среднюю школу. Работал трактористом в Митинском леспромхозе Вологодской области.
В 1943 году призван в ряды Красной армии. В боях Великой Отечественной войны с 1943 года. Член ВКП(б) с 1944 года. Начал воевать в одной из зенитно-артиллерийских частей в качестве наводчика. Принимал участие в освобождении Киева, Фастова, Львова и других советских городов и населённых пунктов.
Воевал на 1-м Украинском фронте. Командир пулемётного расчёта гвардии рядовой Я. Т. Дидок отличился в боях при форсировании Вислы южнее города Сандомир на территории Польши. 31 июля 1944 года во время артиллерийского обстрела переправы спас ящик с зенитным прицелом, достав его со дна реки. 1 августа 1944 года его расчёт сбил один из двадцати атакующих переправу вражеских самолётов. 12 августа 1944 года при отражении очередного налёта вражеской авиации сбил ещё один самолёт.
После окончания Великой Отечественной войны продолжал службу в Советской армии. Окончил среднюю школу, Военно-политическое училище в Горьком. Старший лейтенант Я. Т. Дидок служил и жил в городе Львов.
Умер 5 января 1953 года. Похоронен в городе Львове, на 59 поле Лычаковского кладбища.

## Награды
- Указом Президиума Верховного Совета СССР от 23 сентября 1944 года за образцовое выполнение боевых заданий командования в боях за освобождение Польши и проявленные при этом мужество и героизм гвардии рядовому Якову Терентьевичу Дидок присвоено звание Героя Советского Союза с вручением ордена Ленина и медали «Золотая Звезда» (№ 4663).
- Награждён также орденом Отечественной войны 2-й степени, медалями.